# Edmond Simeoni
Edmond Simeoni (Corte, 6 agosto 1934 – Ajaccio, 14 dicembre 2018) è stato un politico francese, esponente del nazionalismo corso.
Fratello di Max Simeoni, parlamentare europeo dal 1989 al 1994, era inoltre il presidente del Comitato di sostegno a Yvan Colonna.

## Biografia
Nato a Corte (nel dipartimento dell'Alta Corsica), Simeoni, di professione medico, è considerato come uno dei "padri" del nazionalismo corso, insieme a suo fratello Max Simeoni. Milita per l'autonomia della Corsica e non per la sua indipendenza, che ritiene non valida economicamente a causa della scarsità della popolazione.
Condanna la violenza, giudicando che è una strada senza uscita. Tuttavia egli condusse, vicino ad Aleria, il 21 agosto 1975, la prima azione violenta del movimento autonomista. Alla testa di 12 uomini armati di fucili da caccia, occupò una cantina vinicola appartenente ad un importante imprenditore di origine pieds-noirs di nome Depeille, per protestare contro una truffa che minacciava di rovinare centinaia di piccoli viticoltori, la cui successiva azione penale sfociò nella condanna il 19 novembre 1975 di Depeille, Siegel, Junqua, dei fratelli Cuaz oltre a quella del gruppo Covirep per infrazioni alle leggi sulla società e bancarotta. L'assalto portato, due giorni dopo, da parte della gendarmeria, ufficialmente con 1.200 uomini, rinforzati da alcuni veicoli blindati leggeri, agli ordini del ministro degli Interni dell'epoca, Michel Poniatowski, e con l'approvazione del Primo ministro francese Jacques Chirac, fece due morti tra le forze dell'ordine e un ferito nella cantina. 
Edmond Simeoni aveva fondato, per l'appunto, nel luglio 1970 l'Azione regionalista corsa (ARC), ribattezzata nel 1973 "Azione per il Rinascimento della Corsica". Più recentemente è stato consigliere territoriale all'Assemblea di Corsica. È stato capolista dell'"Unione Naziunale" alle elezioni territoriali del 2004, che ha ottenuto il 17,34% dei voti. È il padre di Gilles Simeoni, uno dei quattro avvocati di Yvan Colonna durante il processo a seguito dell'assassinio del prefetto Claude Érignac e dal 2014 sindaco nazionalista di Bastia e consigliere all'Assemblea della Corsica. Edmond Simeoni era inoltre il presidente del Comitato di sostegno a Yvan Colonna.

## Carriera
- 1953: studi di medicina a Marsiglia (gastroenterologia).
- 1960: creazione dell'Associazione degli studenti corsi a Marsiglia per protestare contro lo scandalo degli esperimenti nucleari in Corsica all'Argentella (Calvi).
- 1965: insediamento come medico a Bastia.
- 1967: partecipa alla creazione dell'Azione regionalista corsa
- 1973: manifestazione contro lo sversamento dei fanghi rossi nel Mediterraneo.
- 1975: dramma d'Aleria.
- 1977: creazione dell'Unione del popolo corso (movimento autonomista).
- 1981: elezione all'Assemblea di Corsica - 6 eletti.
- 1983; elezione a consigliere municipale di Bastia; primo infarto con by-pass.
- 1987: partecipazione alla creazione del Collettivo anti-razzista "Ava Basta" (ora basta).
- 1992: elezione all'Assemblea di Corsica – 8 eletti.
- 1992: Dimissioni dall'Assemblea di Corsica per disaccordi con la politica del FLNC.
- 2003: elezione all'Assemblea di Corsica con il gruppo Unione Naziunale - 8 eletti.
- 2004: creazione di Corsica Diaspora e Amici della Corsica.
- 2007: Numerosi interventi nel quadro de bicentenario di Pasquale Paoli con la "Casa della Corsica".
- 2009: Coordinazione con "Corsica Diaspora" della 3ª Giornata mondiale della Corsica e del Centenario di Danielle Casanova in partenariato con l'associazione "Corsica Cinema".
- 2010: Coordinazione con "Corsica Diaspora" del Forum di cittadinanza mondiale sotto l'egida dell'UNESCO.